# Herta Mohr
Herta Theresa Mohr (Wenen, 24 april 1914 – Bergen-Belsen, 15 april 1945) was een Oostenrijkse egyptologe. Ze was de eerste vrouw die in Nederland als zodanig afstudeerde. Ze publiceerde over de grafkapel van Hetepherachty in het Rijksmuseum van Oudheden en kwam om tijdens de Tweede Wereldoorlog. In 2024 vernoemde de Universiteit Leiden een universiteitsgebouw naar haar: het Herta Mohr-gebouw, onderdeel van de faculteit geesteswetenschappen. Het was de eerste keer dat de 450 jaar oude universiteit een eigen gebouw naar een vrouw vernoemde. 

## Leven en werk
Herta Theresa Mohr werd geboren in Wenen als enige dochter van Adolf Israel Mohr en Gabriele Kaufmann. Haar vader was huisarts die wegens zijn medische inzet voor veldhospitalen werd onderscheiden met het gouden kruis van het Oostenrijkse Burgerlijk Kruis van Verdienste tijdens de Eerste Wereldoorlog. De familie woonde aan de Winckelmannstraße 2. Herta Mohr begon aanvankelijk aan een studie geneeskunde zoals haar vader, maar schreef zich ten slotte in voor oriëntalistiek. In 1937-1938 volgde ze colleges egyptologie en afrikanistiek.
In september 1938 gaf ze een lezing over de grafkapel van Hetepherachty tijdens het twintigste Internationale Congres van Oriëntalisten in Brussel, getiteld ‘Einige Bemerkungen zur Leidener Mastaba’ en voorzien van ‘lichtbeelden’. Ze woonde toen aan de Hogewoerd 113 in Leiden.
Herta Mohr wordt in 1939 vermeld als begunstiger van de studievereniging voor het oude Nabije Oosten Ex Oriente Lux. Ze werd lid van de rooms-katholieke studentenvereniging L.V.V.S. Augustinus – ze werd rooms-katholiek gedoopt op 13 juli 1939. Volgens het Gedenkboek 1940-1945 van de Katholieke Academische Gemeenschap had ze een vergunning om naar de Verenigde Staten te reizen, die ze echter niet heeft kunnen benutten. In 1940 verhuisde ze naar het Nederlandse Eindhoven, waar ze samen met de familie Van Dam aan de Prins Hendrikstraat 35 woonde.

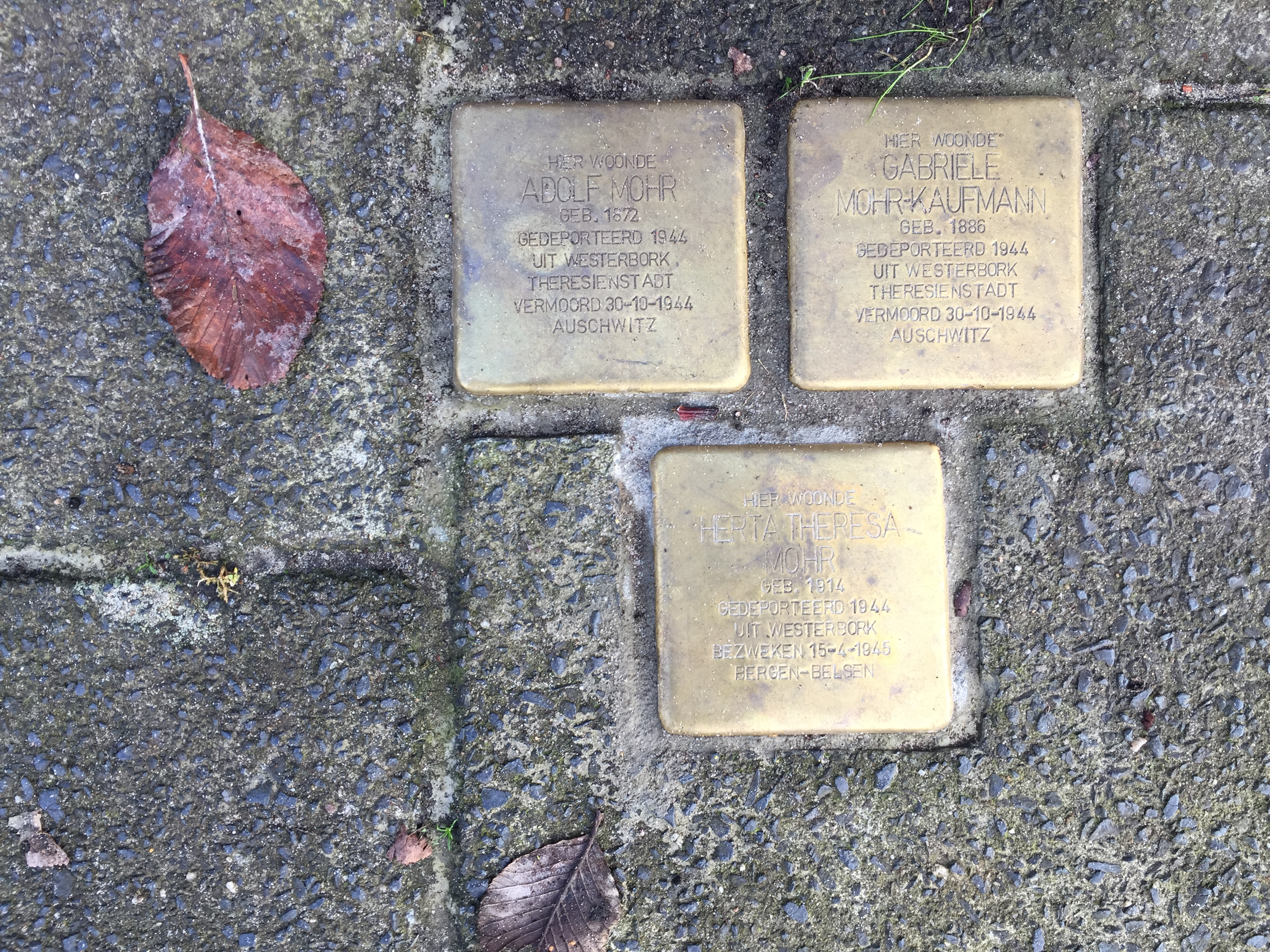
Stolpersteine in de Fagelstraat in Leiden voor Adolf, Gabriele en Herta Mohr

In de ochtend van 2 augustus 1942 werd Mohr gearresteerd en met andere katholieke Joden naar Kamp Westerbork gebracht en geïnterneerd in barak 48. In Westerbork kreeg ze uitstel van transport (Sperre) omdat ze als vertaalster werkte. Na een onfortuinlijk voorval, beschreven in het Weinreb-rapport, werd ze als straf op 25 januari 1944 op transport gesteld naar Auschwitz. Haar ouders waren enkele dagen eerder naar Theresienstadt gestuurd, maar kwamen eind oktober 1944 in Auschwitz terecht, waar ze bij aankomst werden omgebracht.
In januari 1945 werd Auschwitz geëvacueerd wegens de oprukkende Russische strijdkrachten. Een deel van de geïnterneerden werd naar het westen gestuurd via Groß-Rosen. In het ziekenhuis van Groß-Rosen is Herta Mohr nog gezien door iemand met dezelfde achternaam, die echter geen familie was. Voordat dit kamp in februari werd bevrijd, werden de nog aanwezige gevangenen geëvacueerd naar andere kampen in Duitsland. De plaats en datum van overlijden van Herta Mohr zijn onderzocht, maar konden niet meer worden vastgesteld. Waarschijnlijk werden deze achteraf bepaald door een rechter. Volgens de officiële gegevens overleed Mohr, dertig jaar oud, dan ook in Bergen-Belsen op 15 april 1945: dat is de datum van de bevrijding en dus beëindiging van dat kamp.

## Publicaties (selectie)
- Mohr, H.Th., The Mastaba of Hetep-Her-Akhti: Study on an Egyptian Tomb Chapel in the Museum of Antiquities Leiden (1943). Digitale versie
- Mohr, H.Th., Een vechtpartij te Leiden: Vorm en inhoud van een reliëf in de mastaba van Ḥtp-ḥr-Ꜣḫtj, JEOL 7 (1940), 535-541, pl. IX.

## Herdenkingen

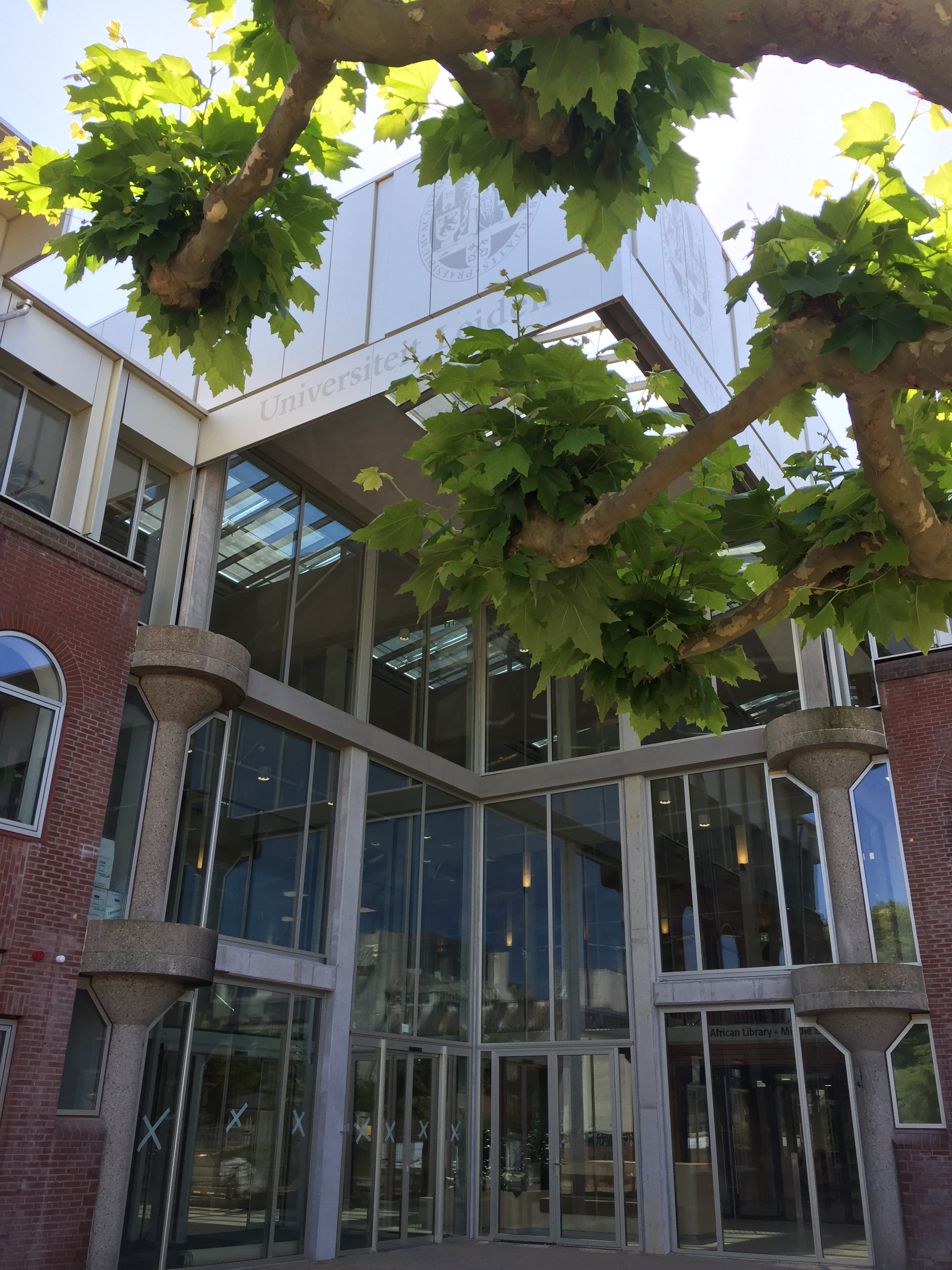
Herta Mohrgebouw, Universiteit Leiden (2024)

In Leiden zijn Stolpersteine voor Adolf, Gabriele en Herta Mohr geplaatst in de stoep voor Fagelstraat 17, het adres waar het gezin eind jaren 30/begin jaren 40 woonde. In Den Bosch zijn Stolpersteine voor Herta's ouders Adolf en Gabriele Mohr geplaatst aan de Kasterenwal; het huis op Tweede Kasterenstraat 1 waar zij woonden bestaat niet meer. De namen van alle drie gezinsleden staan op het Joods monument in Den Bosch.
Op 8 oktober 2024 werd een gerenoveerd gebouw van de faculteit geesteswetenschappen van de Universiteit Leiden naar Mohr vernoemd. Het kreeg de naam Herta Mohr-gebouw. Het was de eerste keer dat de in 1575 opgerichte universiteit een gebouw naar een vrouw vernoemde.